# Irkalla
Irkalla (Große Stadt) ist der akkadische Beiname und Wohnort der Unterwelts-Göttin Ereškigal und von Namtaru. Der Begriff Irkalla steht in der mesopotamischen Mythologie auch als Synonym für das Totenreich.
Die Unterwelt ist unter anderem in folgenden Epen beschrieben:
- Gilgameš-Epos
- Gilgamesch, Enkidu und die Unterwelt
- Inannas Gang in die Unterwelt
- Ištars Höllenfahrt

Im Gilgamesch-Epos ist die Beschreibung von Irkalla als Totenstadt der Erzählung Ištars Höllenfahrt wörtlich entnommen:

„(Kurnugia), Haus des Dunklen, Sitz der Irkalla, Haus, aus dem jene, die es betreten, nie mehr herauskommen können, das Haus, dessen Bewohner beraubt sind des Lichtes, dort, wo aus Staub ihre Nahrung und ihre Speise aus Lehm besteht. Mit einem Federkleid sind sie dort wie Vögel angetan, auch dürfen sie das Licht nicht schauen, denn sie sitzen im Finstern. Auf Tor und Riegel lagert der Staub. Über das Haus des Staubes ist Totenstille gegossen.“

„Inannas Gang in die Unterwelt“ beschreibt Irkalla, den Wohnort Ereschkigals und Namtarus als einen Ort, wo es Essen gibt, aber es ist nicht essbar, es Wasser gibt, aber es ist nicht trinkbar; Kunst und Handwerk sind unbekannt, und die Lippen sind blutbefleckt.
In der mesopotamischen Mythologie kamen die Seelen aller Toten (Gidim), unabhängig davon was sie in ihrem Leben getan hatten, nach Irkalla. Als entscheidend für ihr dortiges Befinden wurde die Art ihrer Beerdigung angesehen, da geglaubt wurde, dass es ihnen ohne Speis- und Trankopfer schlecht gehen würde und sie die Lebenden heimsuchen. Am schlimmsten erginge es allerdings jenen, welche gar nicht beerdigt wurden: Diese würden nicht einmal als Gidim weiterexistieren. Es bestehen Annahmen, nach denen Schätze in wohlhabenden Gräbern als Opfergaben für Utu und die Anunnaki gedacht gewesen seien, damit es den Verstorbenen in Irkalla besser ergehe.